# 浦江博物馆
29°27′36″N 119°53′12″E / 29.46000°N 119.88667°E
浦江博物馆位于中国浙江省浦江县新华东路68号，以省级文物保护单位“张氏宗祠”为主体，外围新建现代化馆舍，2002年10月对外开放。浦江博物馆主要藏品有上山遗址和塘山背遗址出土文物、竹编及竹木根雕工艺品、生产工具及生活用品等。
张氏宗祠始建于南宋，现存建筑系清光绪时所建，中轴线上依次为门厅、中厅、穿厅、拜厅、寝堂，与两侧耳房构成吉字形布局。2005年3月被浙江省人民政府公布为省级文物保护单位。

## 图片
- 张氏宗祠门厅
- 张氏宗祠中厅
- 张氏宗祠中厅
- 张氏宗祠穿厅
- 张氏宗祠拜厅
- 张氏宗祠寝堂
- 浦江博物馆藏品——浦江竹编
- 浦江博物馆藏品——浦江竹编